# Polyortha biezankoi
Polyortha biezankoi es una especie de polilla de la familia Tortricidae. Se encuentra en Brasil.